# Deir Muqaran
Deir Muqaran (tiếng Ả Rập: دير مقرن) là một ngôi làng ở miền nam Syria, một phần hành chính của Tỉnh Rif Dimashq, nằm về phía tây bắc của Damascus ở Wadi Barada. Các địa phương gần đó bao gồm Ain al-Fijah, Deir Qanun, al-Dimas, Jdeidat al-Wadi, Kfeir al-Zayt và Basimah. Theo Cục Thống kê Trung ương Syria, Deir Muqaran có dân số 4.804 trong cuộc điều tra dân số năm 2004. Cư dân của nó chủ yếu là người Hồi giáo Sunni.